# Frédéric Gillot
Frédéric Gillot (Blegny, 16 september 1962) is een Belgisch marxistisch politicus voor PTB.

## Levensloop
Beroepshalve werd Gillot staalarbeider en later ook syndicalist voor het FGTB bij ArcelorMittal.
Tot 2005 was hij voorzitter van een PS-afdeling, maar na de goedkeuring van het generatiepact in 2005 verliet hij de partij. Bij de Waalse verkiezingen van 2014 stelde hij zich kandidaat voor de PTB. Hij werd verkozen en zetelde van 2014 tot 2019 voor de kieskring Luik in het Waals Parlement en het Parlement van de Franse Gemeenschap voor de kieskring Luik. Als lijsttrekker behaalde hij 12.884 voorkeurstemmen.
Bij de federale verkiezingen van mei 2019 stond Gillot op de derde plaats van de Limburgse PVDA-lijst voor de Kamer van volksvertegenwoordigers. Hij raakte niet verkozen.

## Gebruik Waalse taal in het Waals parlement
Nadat Gillot in 2017 in het Waals Parlement een tussenkomst deed in de Waalse taal, weigerden de administratieve diensten de notulen in deze taal op te stellen.